# شی ونجون
شی ونجون (انگلیسی: Xie Wenjun؛ زادهٔ ۱۱ ژوئیهٔ ۱۹۹۰) ورزشکار دو و میدانی اهل چین است.